# 金氏誠
金氏 誠（かねうじ まこと、1957年 - ）は、株式会社デイリープランネット代表取締役社長、一般社団法人まんがコンテンツ振興機構代表理事、創開動株式会社取締役、株式会社創藝社監査役などを務めている。

## 略歴
九州産業大学芸術学部デザイン学科卒業。九州産業大学マンガ研究愛好会（のち同好会）の創立メンバー。在学中からアニメーションを製作。1974年に8ミリで作成したアニメーション作品「小夜曲」で「富士8ミリコンテスト」学生優秀賞を受賞。また、大学在学中（1975年）に、手塚プロ主催のアニメワークショップに参加し、アニメーションを学ぶ。
大学卒業後、印刷会社を経て広告会社に勤務。1989年、デイリープラネットを設立（のち株式会社デイリープランネットに改名）。漫画界の人脈を活かして、企業マンガ、官公庁の広報マンガ等を制作している。2017年に、漫画家うえやまとち、春日光広らと一般社団法人まんがコンテンツ振興機構を立ち上げ代表理事に就任。熊本地震被災者応援のための漫画家似顔絵チャリティイベントなどを行う傍ら、2016年11月より漫画･イラストの世界公募MCPO AWARDを実施しており、第1回目の公募に全世界から応募総数5,534点の作品が寄せられ、2017年4月に公開審査、5月に授賞イベントなどを行っている。また、MCPO AWARDが契機となり、2017年より中国浙江省に招へいされ、中国美術学院での講演などを行い、浙江省外国専家局とリレーションを持つようになった事で、2018年の第十四回中国国際動漫節に参加。日本企業合同出展の主幹を務めている。
2018年3月にアニメ･ゲーム･漫画などの企業を集めた合同会社説明会「エンタメ系就活フェア」を企画･実施した。